# Henry Wanton Jones
Pour les articles homonymes, voir Jones.
Henry Wanton Jones, né le 11 mai 1925 à Waterloo au Québec et mort le 19 mars 2021 à Morin Heights, est un artiste peintre canadien.

## Biographie
Henry Wanton Jones est né dans les Cantons de l'Est, à Waterloo (Québec), en 1925. Il est de la même génération de peintres que Jean Paul Riopelle, Marcelle Ferron et Pierre Gauvreau.
Il étudie d’abord les Beaux-arts à l'Université Sir George Williams puis  à l’ École d'art et de design du Musée des beaux-arts de Montréal;  parmi ses maîtres  le Dr Arthur Lismer, Gordon Weber, Eldon Grier et Jacques de Tonnancour.
Son approche picturale qualifiée de surréaliste, onirique et érotique en fait un artiste visuel unique dans l'univers de la peinture canadienne,,,,.
Sa carrière débute par la peinture, puis se tourne vers la sculpture dans les années 60 et 70 pour ensuite retourner à la peinture. Son œuvre aborde plusieurs thèmes récurrents dont l'univers équestre, sa conjointe et muse Julia Grace Kertland  et le Mexique.
Le Musée des beaux-arts de Sherbrooke lui consacre une rétrospective en 2017-2018 : Henry Wanton Jones. Démasqué!.

## Œuvres
Landscape at Night, 1959, huile sur toile, Galerie Leonard & Bina Ellen, Université Concordia
Woman, 1962, Musée des beaux-arts de Sherbrooke
Head, 1960, acier soudé, Musée  national des beaux-arts du Québec
L'amour, 1975, fibre de verre, Place de la Maison-du-Citoyen, Gatineau
Sans titre, acier soudé, Musée national des beaux-arts du Québec
Landscape with White Pines, non daté, huile sur toile, Musée du Bas-Saint-Laurent
Nature morte, non daté, huile sur toile, Musée du Bas-Saint-Laurent
Sans titre, non daté, huile sur toile, Musée du Bas-Saint-Laurent